# Sanchagang (köpinghuvudort i Kina, Jiangxi Sheng, lat 29,27, long 116,39)
Sanchagang är en köpinghuvudort i Kina. Den ligger i provinsen Jiangxi, i den sydöstra delen av landet, omkring 82 kilometer nordost om provinshuvudstaden Nanchang. Antalet invånare är 30 890. Barn under 15 år utgör 23,0 %, vuxna 15-64 år 70 %, och äldre över 65 år 5,0 %.
Runt Sanchagang är det ganska tätbefolkat, med 248 invånare per kvadratkilometer. Närmaste större samhälle är Tutang, 10,1 km norr om Sanchagang. Trakten runt Sanchagang består till största delen av jordbruksmark.
Genomsnittlig årsnederbörd är 2 294 millimeter. Den regnigaste månaden är maj, med i genomsnitt 338 mm nederbörd, och den torraste är januari, med 74 mm nederbörd.